# Ralph McPherson
Ralph David McPherson  (nacido el 9 de diciembre de 1958 en Dallas, Texas) es un exjugador de baloncesto estadounidense. Con 2,05 metros de estatura, jugaba en la posición de alero.

## Trayectoria
- 1981-1982 Universidad de Texas-Arlington
- 1982-1985 Albany Patroons
- 1985-1986 Gottingen
- 1986-1987 TTL Bamberg
- 1987-1988 Saturn Colonia
- 1988-1990 Taugrés Vitoria
- 1990-1993 CB Murcia
- 1993-1994 Rochester Renegade
- 1994-1995 MTV Giessen
- 1995-1996 Graz